# Acetilacetonatos metálicos
Los acetilacetonatos metálicos son complejos de coordinación derivados del anión acetilacetonato (CH
3COCHCOCH−
3) con iones metálicos, generalmente de metales de transición. El ligando bidentado acetilacetonato a menudo se abrevia como acac. Normalmente, ambos átomos de oxígeno se unen al metal para formar un anillo quelato de seis miembros. Los complejos más simples tienen la fórmula M(acac)3 y M(acac)2. Los complejos de ligando mixto, por ejemplo VO(acac)2, también son numerosos. También se han desarrollado variaciones del acetilacetonato con una gran cantidad de sustituyentes en lugar del metilo (RCOCHCOR −). Muchos de estos complejos son solubles en disolventes orgánicos, a diferencia de los haluros metálicos relacionados. Debido a estas propiedades, los complejos de acac se utilizan a veces como precursores de catalizadores y reactivos. Las aplicaciones incluyen su uso como "reactivos de desplazamiento" de RMN y como catalizadores para síntesis orgánica y precursores de catalizadores de hidroformilación industriales. El C
5H
7O−
2 (acac-) en algunos casos también se une a los metales a través del átomo de carbono central; este modo de enlace es más común para los metales de transición de la tercera fila, como el platino (II) y el iridio (III).

## Síntesis
La síntesis habitual implica el tratamiento de una sal metálica con acetilacetona, acacH: 
Mz+ + z Hacac  M(acac)z + z H+
La adición de una base ayuda a eliminar un protón de la acetilacetona y desplaza el equilibrio a favor del complejo, al formar el anión acetilacetonato. Ambos centros de oxígeno se unen al metal para formar un anillo quelato de seis miembros. En algunos casos, el efecto quelato es tan fuerte que no se necesita añadir ninguna base para formar el complejo. Algunos complejos se preparan por metátesis utilizando el complejo con talio: Tl(acac).

## Estructura y unión
En la mayoría de sus complejos, el acac forma anillos quelatos MC3O2 de seis miembros. El anillo M(acac) es plano con un plano de simetría que divide el anillo en dos.
El anillo M(acac) generalmente exhibe un carácter aromático, consistente en un enlace deslocalizado en la porción monoaniónica C3O2. En consonancia con este escenario, en algunos complejos, el ligando acac es susceptible a la sustitución electrofílica, similar a la sustitución aromática electrofílica (en esta ecuación Me=CH3):
Co(O2C3Me2H)3  +  3 NO2+  →   Co(O2C3Me2NO2)3  +  3 H+
En términos de conteo de electrones, el ligando acac bidentado neutro con enlace O,O es un "ligando LX", es decir, una combinación de una base de Lewis (L) y un pseudohaluro (X).
Una excepción a la descripción clásica presentada anteriormente, el aducto de bis(piridina) de acetilacetonato de cromo (II) presenta un ligando acac2- no inocente.

## Clasificación por tríada

### Tríada del titanio
El tratamiento de TiCl4 con acetilacetona produce Ti(C5H7O2)2Cl2, un complejo octaédrico de color rojo con simetría C2:
TiCl4 + 2 Hacac → TiCl2(acac)2 + 2 HCl
Esta reacción no requiere de ninguna base. En condiciones atmosféricas, el complejo dibromo se hidroliza fácilmente (1 hora), mientras que los complejos dicloro y difluoro no se hidrolizan fácilmente (1-3 días). El complejo TiCl2(acac)2 es fluxional en disolución, y el espectro de RMN muestra una única resonancia de metilo a temperatura ambiente. 
A diferencia del Ti(IV), tanto el Zr(IV) como el Hf(IV) se unen a cuatro acetilacetonatos bidentados, lo que refleja el mayor radio de estos metales. El acetilacetonato de hafnio y el acetilacetonato de circonio adoptan estructuras antiprismáticas cuadradas.
Respecto a los acetilacetonatos de titanio (III), el Ti(acac)3 está bien estudiado. Este compuesto de color azul se forma a partir de tricloruro de titanio y acetilacetona. 

### Tríada del vanadio

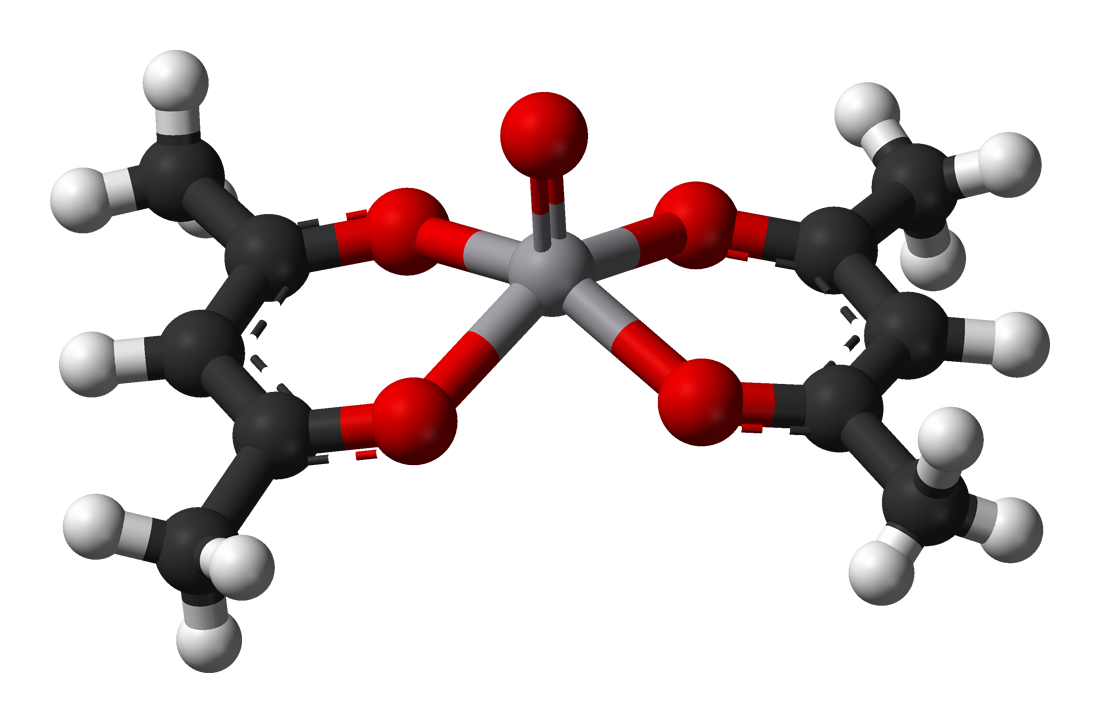
Un modelo de bolas y palos de VO(acac)_{2}

El acetilacetonato de vanadilo es un complejo azul con la fórmula V(O)(acac)2. Este complejo presenta el grupo vanadilo (IV) y se conocen muchos compuestos relacionados. La molécula es piramidal cuadrada, con simetría C2v idealizada. El complejo cataliza la epoxidación de alcoholes alílicos por peróxidos. El acetilacetonato de vanadio (III) es un sólido de color marrón oscuro. Los complejos de β-dicetonato de vanadio se utilizan como precatalizadores en la producción comercial de elastómeros de etileno-propileno-dieno (EPDM). A menudo se evalúan para otras aplicaciones relacionadas con las baterías de flujo redox, la diabetes y la mejora de la actividad de la insulina, y como precursores de materiales inorgánicos por CVD.

### Tríada del cromo
El acetilacetonato de cromo (III), Cr(acac)3, es un complejo octaédrico típico que contiene tres ligandos acac−. Como la mayoría de estos compuestos, es altamente soluble en disolventes orgánicos no polares. Este complejo particular, que tiene tres electrones desapareados, se utiliza como agente de relajación de espín para mejorar la sensibilidad en la espectroscopia de RMN cuantitativa de carbono-13. El acetilacetonato de cromo (II) es un compuesto de color marrón claro, muy sensible al oxígeno. El complejo adopta una estructura plana cuadrada, asociada débilmente en pilas en el estado sólido. Es isomorfo con Pd(acac)2 y Cu(acac)2. El Mo(acac)3, un complejo violeta sensible al aire, se prepara por metátesis de sal a partir de hexacloromolibdato.

### Tríada del manganeso

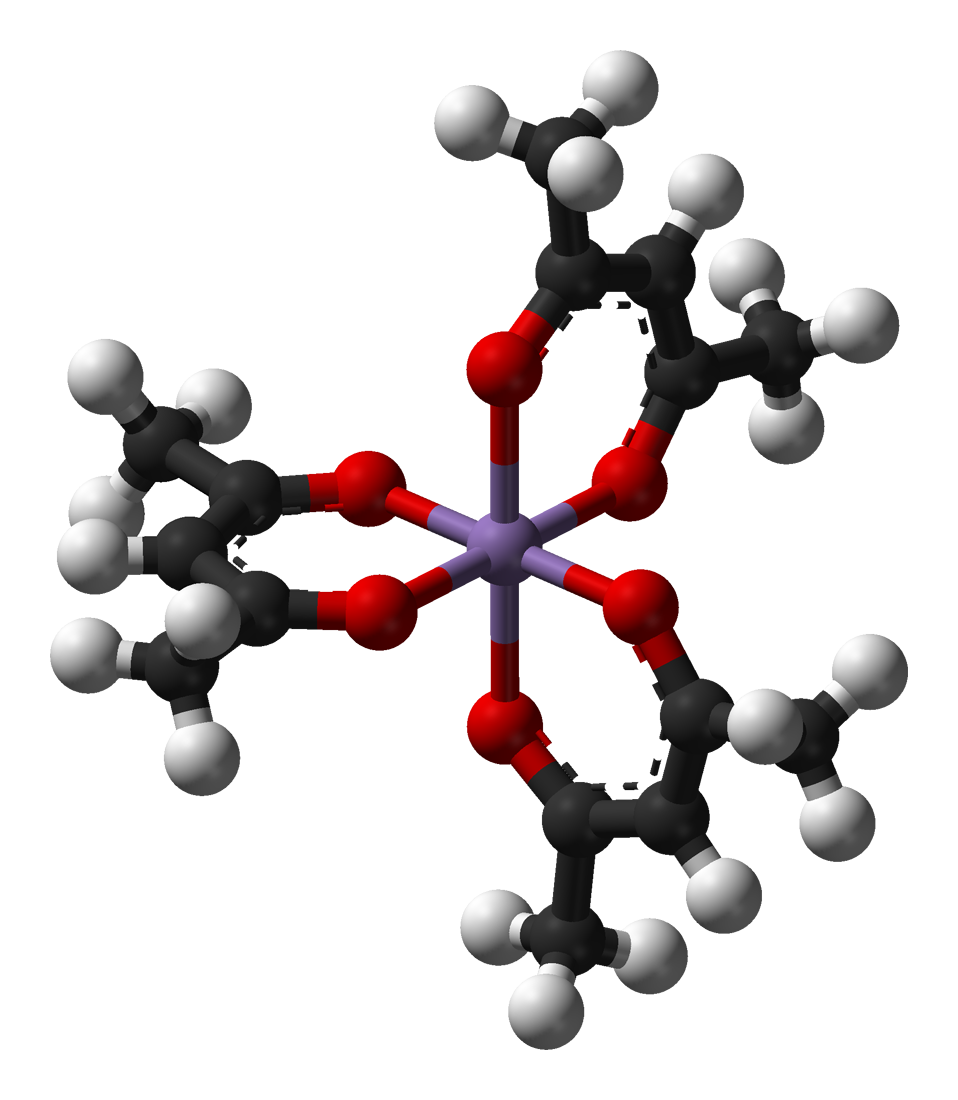
Modelo de bolas y varillas de Δ -Mn(acac)_{3}, con elongación tetragonal de Jahn-Teller

El Mn(acac)3 se ha preparado mediante la proporción del compuesto de manganeso (II) Mn(acac)2 con permanganato de potasio en presencia de acetilacetona adicional. Alternativamente, la reacción directa de acetilacetona con permanganato de potasio. En términos de estructura electrónica, Mn(acac)3 tiene espín alto. Su estructura octaédrica distorsionada refleja distorsiones geométricas debidas al efecto Jahn-Teller. Las dos estructuras más comunes para este complejo incluyen una con elongación tetragonal y otra con compresión tetragonal. Para la elongación, dos enlaces Mn–O son 2,12 Å mientras que los otros cuatro son 1,93 A. Para la compresión, dos enlaces Mn–O son 1,95 Å y los otros cuatro son 2,00 A. Los efectos del alargamiento tetragonal son notablemente más significativos que los efectos de la compresión tetragonal.
En química orgánica, el Mn(acac)3 se ha utilizado como oxidante de un electrón para acoplar fenoles. 
Se han evaluado las tasas de transferencia de electrones para el Mn(acac)3.
Mn(acac)2 es un sólido de color tostado que se obtiene secando al vacío el dihidrato amarillo Mn(acac)2(H2O)2.

### Tríada del hierro
El acetilacetonato de hierro (III), Fe(acac)3, es un complejo rojo de alto espín que es altamente soluble en solventes orgánicos. Es un complejo de alto espín con cinco electrones desapareados. Ocasionalmente se ha investigado como precursor de catalizador. El Fe(acac)3 se ha resuelto parcialmente en sus isómeros Δ y Λ.El complejo ferroso Fe(acac)2 es oligomérico.
Al igual que el hierro, el Ru(III) forma un tris(acetilacetonato) estable. La reducción de este derivado de Ru(III) en presencia de otros ligandos produce complejos de ligando mixtos, por ejemplo, Ru(acac)2(alqueno)2.

### Tríada del cobalto

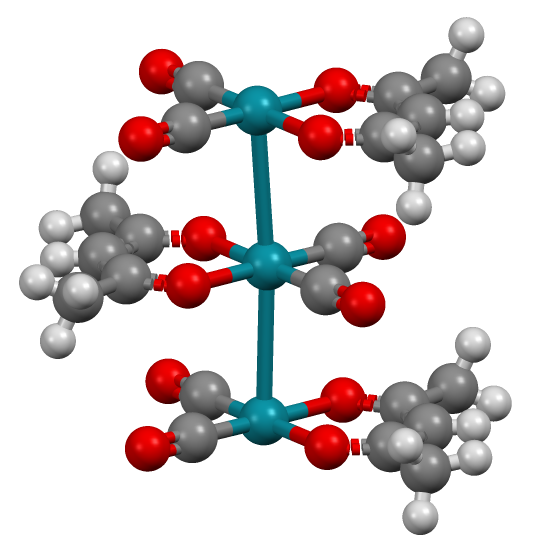
Rh(acac)(CO)_{2} muestra el "apilamiento" de las unidades planares individuales a través de interacciones Rh---Rh.

El tris(acetilacetonato)cobalto(III), Co(acac)3, es un complejo diamagnético de bajo espín. Al igual que otros compuestos del tipo M(acac)3, este complejo es quiral (tiene una imagen especular no superponible).
La síntesis de Co(acac)3 implica el uso de un oxidante ya que los precursores del cobalto son divalentes:
2 CoCO3 + 6 Hacac + H2O2 → 2 Co(acac)3 + 4 H2O + 2 CO2
El complejo "Co(acac)2", al igual que el complejo de níquel con estequiometría análoga, se aísla típicamente con dos ligandos adicionales, es decir, Co(acac)2L2 octaédrico. La forma anhidra existe como el tetrámero [Co(acac)2]4. Al igual que el complejo de níquel trimérico, este tetrámero muestra interacciones ferromagnéticas a bajas temperaturas.
Se conocen Ir(acac)3 y Rh(acac)3. Se conoce un segundo isómero de enlace del complejo de iridio, trans-Ir(acac)2(CH(COMe)2)(H2O). Este derivado unido a C es un precursor de catalizadores homogéneos para la activación de C–H y químicas relacionadas.
Dos acetilacetonatos de rodio(I) e iridio(I) bien estudiados son Rh(acac)(CO)<sub id="mwARY">2</sub> e Ir(acac)(CO)2 . Estos complejos son cuadrado-planares, con simetría C2v.

### Tríada del níquel

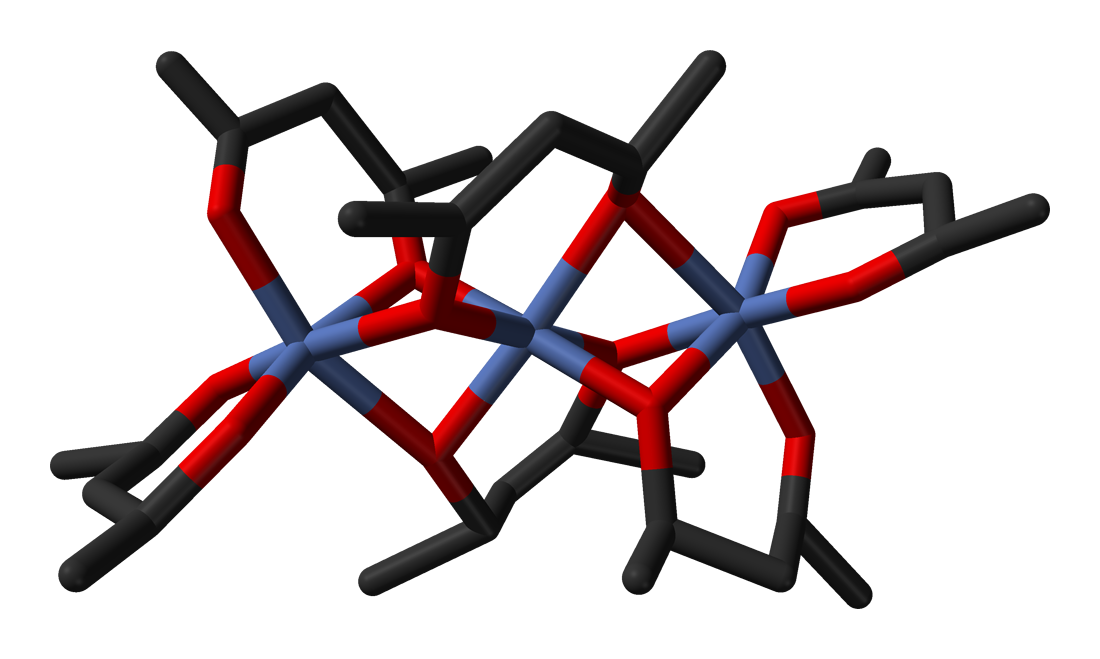
Modelo de varillas del [Ni(acac)_{2}_{3}

El bis(acetilacetonato) de níquel (II) existe como complejo trimetálico [Ni(acac)2]3. Los beta-dicetonatos voluminosos dan lugar a complejos rojos, monoméricos y cuadrado-planares. El bis(acetilacetonato) de níquel (II) reacciona con agua para formar el aducto octaédrico[Ni(acac)2(H2O)2], un sólido verde calcáreo.
En contraste con el magnetismo y las estructuras complicadas del Ni(acac) 2, el bis(acetilacetonato) de platino(II) y el bis(acetilacetonato) de paladio(II) son especies monometálicas diamagnéticas.

### Tríada del cobre
El Cu(acac)2 se prepara tratando acetilacetona con Cu(NH
3)2+
4. Está disponible comercialmente, cataliza reacciones de acoplamiento y transferencia de carbeno.
A diferencia del derivado de cobre (II), el acetilacetonato de cobre (I) es una especie oligomérica sensible al aire. Se utiliza para catalizar las adiciones de Michael.
El complejo monoaquo Zn(acac)2H2O (pf 138–140 °C) es pentacoordinada y adopta una estructura piramidal cuadrada.El complejo tiene cierta utilidad en la síntesis orgánica. La deshidratación de esta especie da el derivado anhidro higroscópico (pf 127 °C). Este derivado más volátil se ha utilizado como precursor de películas de ZnO.

## Acetilacetonatos de los demás elementos
El acetilacetonato de aluminio incoloro (Al(acac)3) es estructuralmente similar a otros complejos tris, por ejemplo [Fe(acac)3]. Los trisacetilacetonatos de los lantánidos suelen adoptar números de coordinación superiores a 8.

## Variantes de acac
Existen numerosas variantes de acetilacetonatos bien desarrolladas. Los hexafluoroacetilacetonatos y trifluoroacetilacetonatos forman complejos que a menudo están relacionados estructuralmente con los acetilacetonatos regulares, pero son más ácidos de Lewis y más volátiles. El complejo Eufod, Eu (OCC(CH3)3CHCOC3F7)3, presenta un ligando parcialmente fluorado elaborado. Este complejo es un ácido de Lewis, que forma aductos con una variedad de bases duras.

Uno o ambos centros de oxígeno en acetilacetonato pueden ser reemplazados por grupos RN, dando lugar a los ligandos Nacac y Nacnac.

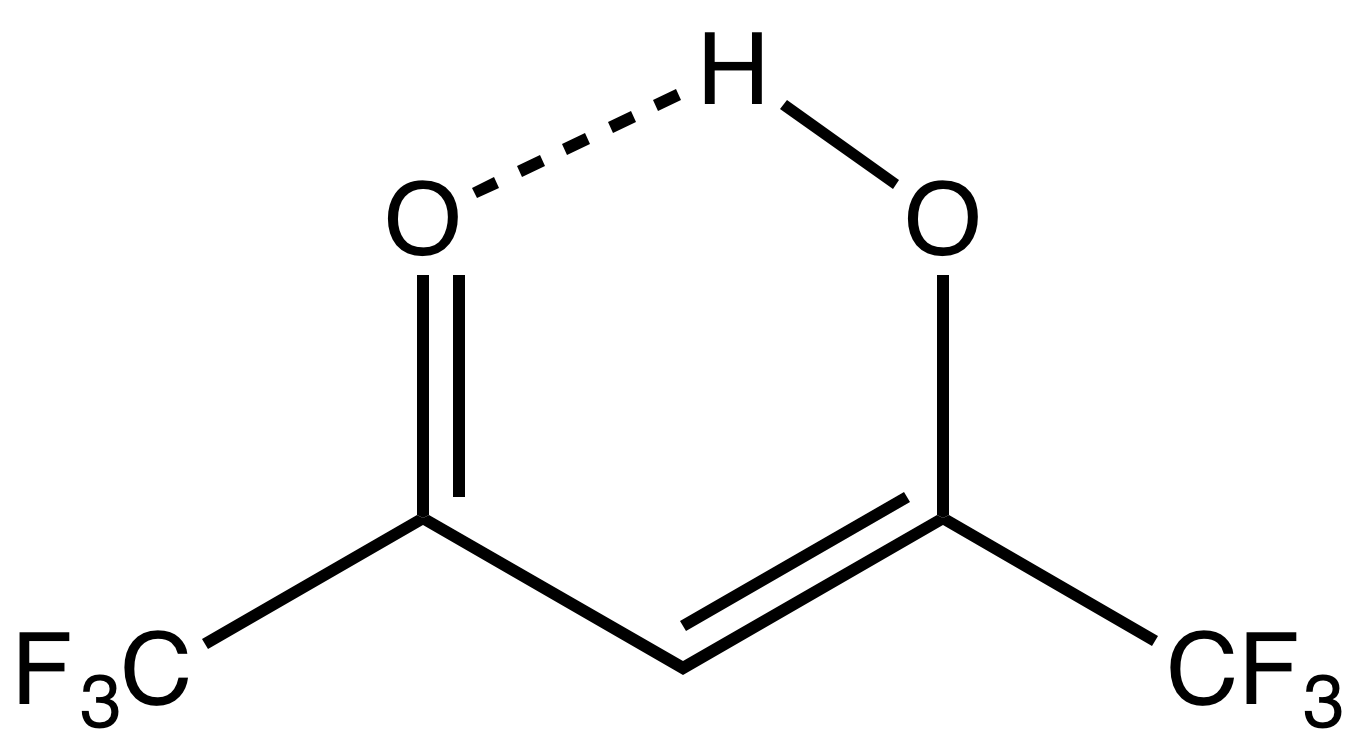
hexafluoroacetilacetona
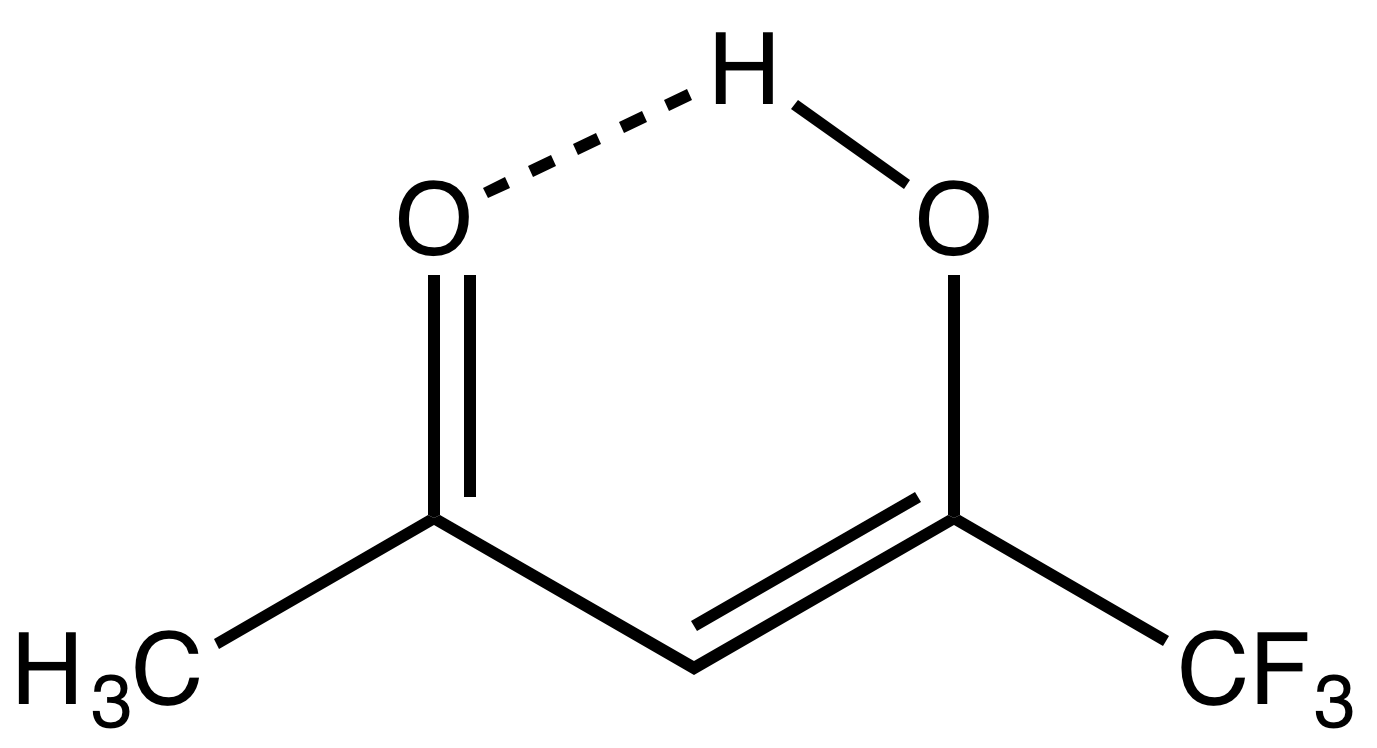
trifluoroacetilacetona
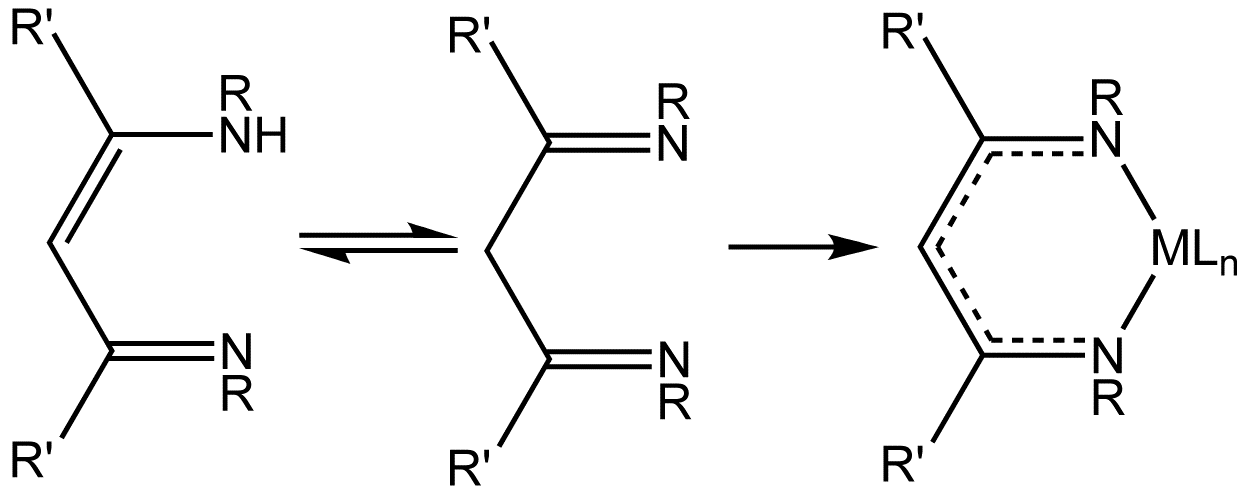
Tautómeros y complejación de Nacnac
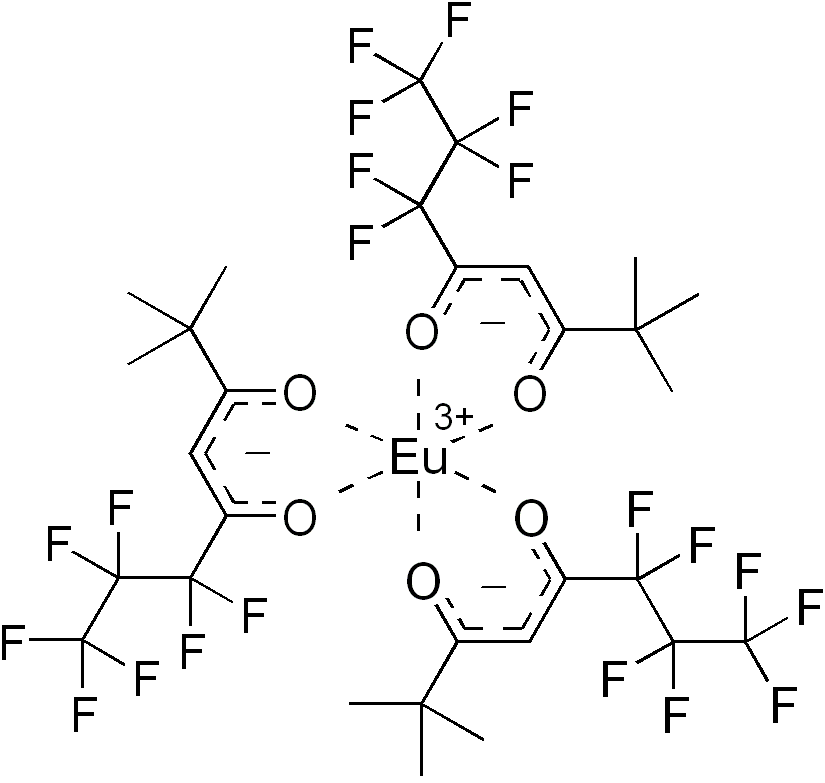
"NMR shift reagent" Eufod
Tetraacetileno, que forma complejos bimetálicos.[31]
Triacetilmetano[32]
2,4,6-Heptanotriona, un ligando binucleante[33]

## Acetilacetonatos unidos aC
El C
5H
7O−
2 (acac) en algunos casos también se une a los metales a través del átomo de carbono central (C3); este modo de enlace es más común para los metales de transición de tercera fila, como el platino (II) y el iridio (III). Los complejos Ir(acac)3 y los aductos de base de Lewis correspondientes Ir(acac)3L (L = una amina) contienen un ligando acac unido a carbono. Los espectros IR de los acetilacetonatos unidos a O se caracterizan por bandas νCO de energía relativamente baja de 1535 cm−1, mientras que en los acetilacetonatos unidos a carbono, la vibración carbonílica se produce más cerca del rango normal para el C=O cetónico, es decir, 1655 cm−1.